# Ácido 23Z-dotriacontenoico
Ácido 23Z-dotriacontenoico, ácido cis-23-dotriacontenoico ou ácido (Z)-dotriacont-23-enoico é o composto orgânico, o ácido graxo de fórmula C32H62O2, SMILES CCCCCCCCC=CCCCCCCCCCCCCCCCCCCCCCC(=O)O e massa molecular 478,83348.
Possui um derivado que tem o acréscimo de um grupo hidroxila, logo, também um álcool, o ácido 32-hidroxi-(23Z)-dotriacontenoico, de fórmula C32H62O3, classificado com o número CAS 89022-38-8.